# Gianluca Brambilla
Pour les articles homonymes, voir Brambilla.
Gianluca Brambilla (né le 22 août 1987 à Bellano,  dans la province de Lecco, en Lombardie) est un coureur cycliste italien. Professionnel depuis 2010, il est membre de l'équipe Trek-Segafredo de 2018 à 2022.

## Biographie
Gianluca Brambilla devient cycliste professionnel en 2010 au sein de l'équipe Colnago-CSF Inox. Il y reste jusqu'en 2012.
En 2012, il signe un contrat de trois ans avec Omega Pharma-Quick Step.
En 2013, il n'obtient aucun résultat significatif et notamment sur le Giro où il déçoit.
En 2014, il se montre plus présent en début de saison et participe au Giro 2014 pour aider Rigoberto Urán à le remporter. Lors de la Vuelta, alors qu'il fait partie de l'échappée lors de la seizième étape, il est impliqué dans une altercation avec Ivan Rovny pendant que les deux coureurs sont sur le vélo. Le jury des commissaires exclut les deux coureurs durant la suite de l'étape.
Brambilla subit une fracture de la clavicule gauche après une chute au cours de Liège-Bastogne-Liège 2015.
Il effectue sa meilleure saison en 2016 en terminant 3e des Strade Bianche et en remportant une étape du Tour d'Italie, où il porte le maillot rose, et une du Tour d'Espagne.

## Palmarès et classements mondiaux

### Palmarès amateur
- 2006
  - 3e de la Schio-Ossario del Pasubio
- 2007
  - Mémorial Gerry Gasparotto
  - 3e étape du Tour de Vénétie et des Dolomites
  - 2e de la Coppa Fiera di Mercatale
  - 2e du Gran Premio Ezio Del Rosso
- 2008
  - Gran Premio Palio del Recioto
  - Memorial Vittime del Vajont
  - 2e du Piccola Sanremo
  - 2e de la Coppa Città di San Daniele
  - 3e du Trofeo Zssdi
- 2009
  - Medaglia d'Oro Frare De Nardi
  - Classement général du Tour du Frioul-Vénétie julienne
  - Coppa Città di San Daniele
  - 2e de la Coppa Fiera di Mercatale
  - 2e du Trofeo Gianfranco Bianchin
  - 3e du Trofeo Zssdi
  - 3e du Giro delle Valli Aretine
  - 3e du Trofeo Sportivi di Briga
  - 3e de la Ruota d'Oro

### Palmarès professionnel
| - 2010 - Grand Prix Nobili Rubinetterie-Coppa Papa Carlo - 2012 - 1reb étape du Tour de Padanie (contre-la-montre par équipes) - 2e du Tour des Apennins - 2015 - 10e du Tour de Lombardie - 2016 - Trofeo Pollença-Andratx - 8e étape du Tour d'Italie - 15e étape du Tour d'Espagne - 2e du championnat d'Italie sur route - 3e des Strade Bianche - 6e de la Classique de Saint-Sébastien | - 2017 - 8e de la Cadel Evans Great Ocean Race - 2020 - 9e de Tirreno-Adriatico - 2021 - Tour des Alpes-Maritimes et du Var : - Classement général - 3e étape |  |

### Résultats sur les grands tours

#### Tour de France
1 participation
- 2017 : 53e

#### Tour d'Italie
9 participations
- 2011 : 95e
- 2012 : 13e
- 2013 : 105e
- 2014 : 29e
- 2016 : 22e, vainqueur de la 8e étape,  maillot rose pendant 2 jours
- 2018 : 18e
- 2019 : 49e
- 2020 : abandon (15e étape)
- 2021 : abandon (19e étape)

#### Tour d'Espagne
6 participations
- 2014 : exclu (16e étape)
- 2015 : 13e
- 2016 : 23e, vainqueur de la 15e étape
- 2018 : 16e
- 2019 : 42e
- 2021 : 22e

### Classements mondiaux
| Année                                 | 2007 | 2008 | 2009 | 2010 | 2011 | 2012 | 2013 | 2014 | 2015 | 2016 | 2017 | 2018 | 2019 | 2020 | 2021 | 2022 | 2023 | 2024 |
| ------------------------------------- | ---- | ---- | ---- | ---- | ---- | ---- | ---- | ---- | ---- | ---- | ---- | ---- | ---- | ---- | ---- | ---- | ---- | ---- |
| UCI World Tour                        |      |      |      |      |      |      | nc   | 192e | 112e | 77e  | 143e | 150e |      |      |      |      |      |      |
| Classement mondial                    |      |      |      |      |      |      |      |      |      | 43e  | 339e | 184e | 319e | 207e | 199e | 471e | 394e | 300e |
| UCI Europe Tour                       | 890e | 192e | 102e | 134e | 210e | 73e  |      |      |      | 34e  | 590e | 168e | 262e | 172e | 170e | 376e | nc   | nc   |
| UCI Asia Tour                         | nc   | nc   | nc   | nc   | nc   | nc   |      |      |      | 201e | nc   | 577e |      |      |      |      |      |      |
|                                       |      |      |      |      |      |      |      |      |      |      |      |      |      |      |      |      |      |      |
| Légende : nc = non classéSource : UCI |      |      |      |      |      |      |      |      |      |      |      |      |      |      |      |      |      |      |

## Distinctions
- Oscar TuttoBici des moins de 23 ans : 2009